# Beridarebanan
För andra betydelser, se Beridarebanan (olika betydelser).
Beridarebanan (även Rännarbanan eller Rännebanan, ursprungligen kallad Rännebanshuset) var en beridarebana uppförd söder om Hötorget i Stockholm på 1620-talet på initiativ av Gustav II Adolf. Anläggningen användes under 1600-talet för inridning och dressyr av hästar, hästtävlingar, tornérspel och kröningsfester.

## Citat
Tord O:son Nordberg har beskrivit byggnadens uppförande:
| ”                           | ... Under 1623 började man också på ett annat ställe i staden med omfattande byggnadsarbeten på konungens order. Det var den s. k. Beridarebanan eller Rännarebanan, belägen ett gott stycke söder om den nyssnämnda tullporten på Klara gärde på den plats, där Hötorget och kvarteret Beridarebanan nu ligga. Redan 1620–21 hade ett "Ränebansshus" av trä här uppförts och ett "galeri kring om siälfue gården" med "pilare" av trä uppsatts. Nu gjordes en fullständig ombyggnad av huset, som uppfördes av sten. Staketet kring gården ändrades och nya portar i detta sattes upp. På grund av "pestilentien", som på hösten 1623 hemsökte Stockholm, måste arbetet dock i oktober avbrytas. Ännu 1626 och 1627 pågingo sedan arbeten på Rännarebanan. | „ |
| – Tord O:son Nordberg, 1931 | |   |

När anläggningen var som störst sträckte den sig från Hötorget ner till Mäster Samuelsgatan, flankerad av nuvarande Sergel- och Slöjdgatorna. På denna bana fick även män som skulle ut i det 30-åriga kriget utföra sin mönstring. I Rännarbanan, eller Beridarebanan, firades även högadliga bröllop och kröningsfest 1650 för drottning Kristina.

## Karl XI:s trontillträde 1672
Karl XI:s trontillträde firades 1672 med bland annat en procession till Beridarebanan från slottet Tre Kronor, där kungen deltog klädd som en romersk fältherre under namnet Ärans riddare. Karl XI:s karusell avbildades av David Klöcker Ehrenstrahl i verket Certamen Equestre.

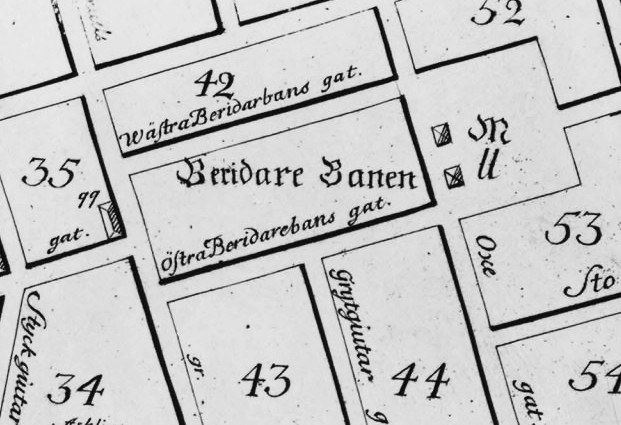
Beridarebanan på Petrus Tillaeus karta från 1733 (norr är till höger).
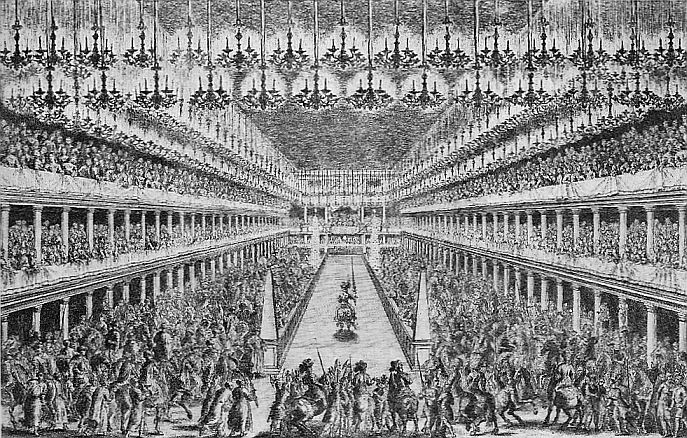
Ringränning på Rännarbanan i december 1672. Kopparstick av G. C. Eimmart i Certamen Equestre.
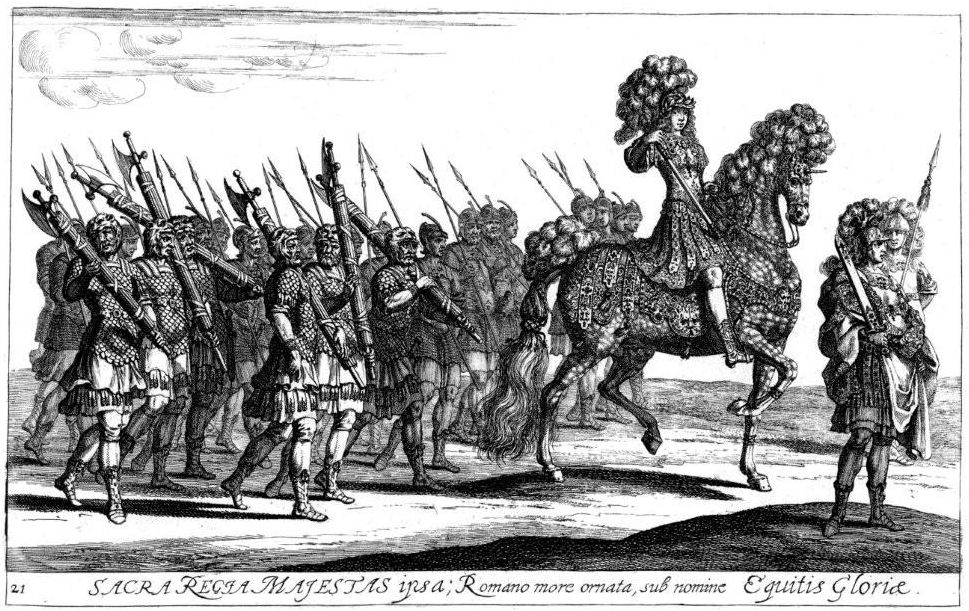
Karl XI som Ärans Riddare på väg till Beridarebanan, från verket Certamen Equestre.
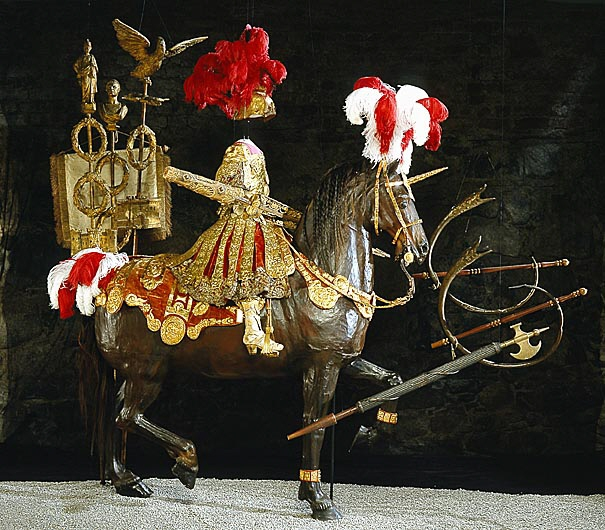
Karl XI:s dräkt som Ärans Riddare finns idag på Livrustkammaren.

## Eftermäle
På 1690-talet började det på platsen uppföras gjuterier för tillverkning av de statyer som skulle pryda det nya Slottet. Namnet kom efter banans tid att leva vidare i kvartersnamnet Beridarebanan och gatunamnet Beridarebansgatan.